# Kwonkan
Kwonkan is een geslacht van spinnen uit de familie van de Anamidae.
Kwonkan werd in 1983 beschreven door Main.

## Soorten
Kwonkan omvat de volgende soorten:
- Kwonkan anatolion Main, 1983
- Kwonkan currycomboides (Main, 1986)
- Kwonkan dissitus Harvey, Wilson & Rix, 2023
- Kwonkan eboracum Main, 1983
- Kwonkan goongarriensis Main, 1983
- Kwonkan linnaei (Main, 2008)
- Kwonkan moriartii Main, 1983
- Kwonkan procul Harvey, Wilson & Rix, 2023
- Kwonkan seductus Harvey, Wilson & Rix, 2023
- Kwonkan silvestris Main, 1983
- Kwonkan turrigera (Main, 1994)
- Kwonkan wonganensis (Main, 1977)